# Aktivnost radioaktivnog izvora
Aktivnost radioaktivnog izvora (oznaka A) je dozimetrijska fizikalna veličina kojom se opisuje brzina raspadanja radioaktivne tvari; količnik je broja radioaktivnih raspada N radionuklida u jedinici vremena t: 
{\displaystyle A=-{\frac {\mathrm {d} N}{\mathrm {d} t}}}
Predznak minus (–) označava da se raspadom broj atomskih jezgara smanjuje. Mjerna jedinica aktivnosti radioaktivnog izvora jest bekerel (Bq). Primjerice, aktivnost radioaktivnoga kalija (40K) u ljudskom je tijelu približno 4 000 Bq, aktivnost radioaktivnoga kalija po masi tvari na površini Zemlje iznosi 870 Bq/kg, torija (232Th) 43 Bq/kg, a uranija (238U) 35 Bq/kg.

### Bekerel
Bekerel (becquerel, oznaka Bq), nazvana po A. H. Becquerelu, je mjerna jedinica aktivnosti radioaktivnog izvora, izvedena jedinica SI. Određen je aktivnošću izvora u kojem se događa jedan raspad u sekundi; poseban je naziv za recipročnu sekundu (Bq = s–1).

## Dozimetrija
Dozimetrija je mjerenje i računanje energije koju zračenje predaje tvari, proučavanje utjecaja različitih vrsta ionizirajućega zračenja na tvari, tkiva i organe i mjerenje brzine raspadanja radioaktivne tvari. Veličine koje opisuju izloženost tvari ionizirajućemu zračenju i učinke (oštećenja) uzrokovane energijom zračenja su na primjer apsorbirana doza, efektivna doza i ekvivalentna doza, a brzinu raspadanja radioaktivne tvari opisuje aktivnost radioaktivnog izvora.

### Dozimetar
Dozimetar se koristi za zaštitu ljudi koji rade u područjima jakog ionizirajućeg zračenja, prije svega u postrojenjima ili ustanovama gdje se koriste jaki izvori radioaktivnosti. Dozimetar je naprava koju radnik ima na sebi. On se obično drži na prsima i ne smije se prekriti tkaninom ili ga na bilo koji način "skriti", jer tako smanjujemo količinu zraka koju bi on trebao registrirati. Gdje se kreće čovjek, s njim ide i dozimetar. Dozimetar ima svojstvo da registrira ukupno ozračenje, odnosno apsorbiranu dozu zračenja koju je čovjek primio.